# 謎の村雨城
『謎の村雨城』（なぞのむらさめじょう）は、1986年4月14日に日本の任天堂から発売されたファミリーコンピュータ ディスクシステム用アクションアドベンチャーゲーム。

## 概要
和風の世界を舞台とした作品で、本作の約2か月前に同じく任天堂から発売された『ゼルダの伝説』と同様の正面見下ろし型（トップビュー）の画面構成と画面切り替えスクロールのシステムが用いられている。ただしこちらは純然たるアクションゲームで、ゼルダの伝説のような謎解き要素は存在しない。
1986年に発売されて以来シリーズ化はされておらず音沙汰のない状態が続いていたが、2000年代以降、後述のように任天堂発売のゲームソフト内などで本作の要素がたびたび用いられるようになった。また、2004年8月10日にはファミコンミニの1つとして本作がゲームボーイアドバンス向けに移植されたほか、バーチャルコンソールとして2008年8月19日にはWii版が、2013年7月3日にはニンテンドー3DS版が、2014年7月30日にはWii U版がそれぞれ配信された。
当初は日本のみで発売された本作だが、それから約28年後、欧州で2014年5月29日に、北米で2014年8月7日に『The Mysterious Murasame Castle』のタイトルでニンテンドー3DS版のバーチャルコンソールの配信が開始された。

## ストーリー
江戸時代、四代将軍・徳川家綱が天下を治めていた頃の話である。ある日の夜、雷鳴が轟く嵐の中で空から金色に輝く物体が降り、領内にそびえる城・村雨城に落下した。すると、城内に祀られていた巨大な石像「ムラサメ」に謎の生命体が宿り、辺りに異様な叫び声が響き渡った。謎の生命体は、領内にある他の城の城主を不思議な力で支配し、それぞれに謎の玉を渡した。玉を手にした城主たちは、その玉が持つ魔力を用いて忍軍を操り自らの領地を荒らし始めた。城主反乱の事態を重く見た幕府は、状況の沈静化と「ムラサメ」の調査のため、城の剣法指南役の剣士・鷹丸（たかまる）を呼び寄せる。鷹丸は幕府からの密命を受け、忍軍がはびこる城下へと向かった。

## 敵キャラクター

### 一般の敵
本項の敵は、道中、城内を問わず登場する。
忍者（にんじゃ）
それぞれ黒・白・赤・青の装束を纏った一般的な忍者。手裏剣、体当たり、火炎と攻撃手段は様々。色が同じでも行動が異なる場合がある。緑装束の緑忍者と桃装束の桃忍者は城内でのみ登場する。
ピカピカ忍者
点滅している忍者。物陰から出てきて歩き回る。倒すと爆発するほか、トゲ付きの時限爆弾も仕掛ける。
中忍（1）（ちゅうにん1）
位の高い忍者。特定の地点に近づくと出現し、破裂する「雷玉」を投げつけてくる。
中忍（2）（ちゅうにん2）
坊主頭の中忍。特定の地点に近づくと出現し、火炎を吐いてくる。

### 道中に登場する敵
山賊（さんぞく）
岩山で出現する賊。ゆっくり歩きながら斧を投げつけてくる。
ムササビ
ムササビのように滑空する忍者。素早く飛び回りながら手裏剣を放つ。
天狗（てんぐ）
森の中で出現する妖怪。つむじ風を起こして移動や攻撃を行う。
土ぐも（つちぐも）
土中から現れる忍者。手裏剣を3発放ったのち再び土中へ消える。

### 城内に登場する敵
緑忍者 / 桃忍者
それぞれ、緑雨城と桃雨城の内部に現れる忍者。
侍（さむらい）
城内の通路を守る敵。鷹丸の動きに合わせて移動する。普段は刀を中段に構え飛び道具が通じない。
中忍（5）（ちゅうにん5）
黒装束の中忍。周囲を数個の火の玉で囲い、一定間隔で1つずつ飛ばしてくる。火の玉は鷹丸の飛び道具をはね返す。
中忍（6）（ちゅうにん6）
長髪の中忍。中忍（1）と同じく特定の場所で突然現れ、雷玉で攻撃してくる。
中忍（7）（ちゅうにん7）
侍のような中忍。構えた薙刀を振り回しながら移動する。薙刀は鷹丸の飛び道具をはね返す。
門番（1）（もんばん1）
城主の部屋へ続く部屋を守る番人。3〜5人で徒党を組み、鷹丸に向けて縄を投げつけ攻撃する。
般若（はんにゃ）
城内で姫に化けて潜む敵。接近すると正体を現し襲い掛かってくる。耐久力が高く、部屋を移動しても追いかけてくる。

### 村雨城に登場する敵
邪鬼（じゃき）
小鬼。忍者と同様の動きをし、鬼火を放った後その場から消える。
中忍（3）（ちゅうにん3）
髑髏顔の中忍。特定の地点に近づくと出現し、中忍（1）と同様に雷玉を投げつけてくる。
中忍（4）（ちゅうにん4）
髑髏顔の中忍。特定の地点に近づくと出現し、中忍（2）と同様に火炎を吐いてくる。
門番（2）（もんばん2）
ムラサメの部屋へ続く通路を守る門番。鬼の頭部のような怪物（説明書や攻略本のイラストでは、手足のある人型の姿で描かれている）。2体で左右に移動しながら、8方向に飛び散る「光玉」で攻撃してくる。

### ボスキャラクター
青雨城主（あおさめじょうしゅ）
青雨城の城主。青い裃を身に着けた姿。雷を帯びた玉を4連続で投げてくる。
赤雨城主（あかさめじょうしゅ）
赤雨城の城主。歌舞伎役者のような姿。投げる雷玉が爆発すると白忍者が出現する。一定時間攻撃を無効にする「透明の術」を使う。
緑雨城主（りょくさめじょうしゅ）
緑雨城の城主。僧兵の姿。分身の術で4体に分かれ、火炎で攻撃してくる。
桃雨城主（ももさめじょうしゅ）
桃雨城の城主。唯一の女城主。桃色の着物を着た姿。辺りを転移しながら、8方向に分裂する桃色の花を投げる「幻花の術（げんかのじゅつ）」を用いる。
ムラサメ
村雨城のボス。巨大な石像に謎の生命体が宿り魔獣と化した。ムラサメ自体は動かず、壁に当たると3方向に弾ける緑の面を放つ「鬼面の術」と、壁に跳ね返って動き続ける玉で攻撃してくる。
謎の生命体（なぞのせいめいたい）
村雨城の最奥「奥の院」にいる最終ボス。ムラサメを魔獣に変え、4人の城主を支配した元凶。火炎と弾を放ってくる。
撃破後にはエンディングデモが流れ、その後、再び最初からスタートする。

## 道具
鷹丸は、初期状態で直接攻撃用の刀と飛び道具の小柄を装備している。以下の各種道具の入手により様々な術を会得する。

### タヌキから入手する道具
エリア内で動き回るタヌキを斬るか踏むかすると出現する道具。道中最後に登場する4体のタヌキは動かない。
火炎：忍法火炎の術
飛び道具が火炎に変わる。攻撃力と飛ぶ速度が上昇する。射程は他の飛び道具よりも短い。
風車剣：忍法風車剣の術
飛び道具が風車剣に変わる。他の飛び道具よりも遠くまで飛ぶ。
以上2種の飛び道具は1発につき巻物（後述）を1つ消費し、巻物が尽きると飛び道具が小柄に戻る。また、後に取ったものが優先され、取得時には3発分補充される。
赤い印籠：忍法分身の術
鷹丸の残り人数が1増える。道中最後の4体のタヌキのうちいずれか2体が所持している。なお、鷹丸の残り人数が99を超えると無敵になる。

### 隠れタヌキから入手する道具
タヌキの中には、普段は見えず出現場所を斬るか踏むかすると姿を現すものがある。見えない状態でも通常のタヌキと同じく動き回っている。
青い巻物：忍法透明の術
鷹丸の体が一定時間透明になり、敵の攻撃を受け付けなくなる。術を用いている間は飛び道具を出せない。ゲーム開始時に所持している。
稲妻：忍法イナズマの術
画面全体の敵が全て消滅する（一部を除く）。隠された道具を出現させる効果もある。
以上2種の術は3回まで使用できる。また、後で取ったものが優先される。

### 玉手箱から出現する道具
玉手箱は普段は隠れていて見えないが、特定の場所を斬るか踏むかすると出現する。以下の道具は、入手した時点で効果を発揮する。
赤いわらじ：忍法速足の術
鷹丸の移動速度が上昇する。もう一つ入手すると更に速度が上がる。
青いわらじ：忍法水ぐもの術
水上を地上と同じ速度で移動できる。また村雨城の血の池の効果（入ると一定時間動けなくなる）も無効にできる。
白い羽矢：忍法羽矢の術
飛び道具の速度が通常の1.5倍になる。
白い印籠：忍法復活の術
「力」（体力）が最大の3つまで全回復する。
兜：忍法無敵の術
鷹丸の体が一定時間点滅し、敵の攻撃を受け付けなくなる。「忍法透明の術」よりも有効時間が長い。
飛車：忍法飛車筋連射の術
飛び道具を上下左右4方向に同時に放てるようになる。
角行：忍法角筋連射の術
飛び道具を前方3方向に同時に放てるようになる。
王将：忍法3連の術
飛び道具を前方へ3発同時に放てるようになる。
青い羽矢：忍法4連射の術
飛び道具を4連射できるようになる。
以上4つの術は併用できず、最後に取ったものが優先される。

### その他の道具
巻物
火炎や風車剣を用いる際に必要な道具。敵を倒すと出現する。1つ取ることで飛び道具の使用回数が10増える。
鎧
ある敵を一定数倒すと出現する道具。取ると飛び道具が「風車剣+忍法3連の術」の状態になる（火炎を使用している場合でも風車剣になる）。説明書には掲載されていない。
姫
道具ではないが、便宜上ここに記載。城内で見つけると鷹丸の残り人数が1増える。ただし前述の敵・般若が化けている場合もある。

## 移植版
| No. | タイトル                                                 | 発売日                                  | 対応機種               | 発売元 | メディア                              | 型式           | 備考            |
| --- | -------------------------------------------------------- | --------------------------------------- | ---------------------- | ------ | ------------------------------------- | -------------- | --------------- |
| 1   | ファミコンミニ22 ディスクシステムセレクション 謎の村雨城 | 2004年8月10日                           | ゲームボーイアドバンス | 任天堂 | ロムカセット                          | AGB-P-FNMJ-JPN | 売上本数：5万本 |
| 2   | 謎の村雨城                                               | 2008年8月19日                           | Wii                    | 任天堂 | ダウンロード （バーチャルコンソール） | -              |                 |
| 3   | 謎の村雨城 The Mysterious Murasame Castle                | 2013年7月3日 2014年5月29日 2014年8月7日 | ニンテンドー3DS        | 任天堂 | ダウンロード （バーチャルコンソール） | -              |                 |
| 4   | 謎の村雨城                                               | 2014年7月30日                           | Wii U                  | 任天堂 | ダウンロード （バーチャルコンソール） | -              |                 |
| 5   | ファミリーコンピュータ Nintendo Switch Online            | 2023年10月30日 2023年10月31日           | Nintendo Switch        | 任天堂 | ダウンロード                          | -              |                 |

## スタッフ
- エグゼクティブ・プロデューサー：山内溥
- プロデューサー：加藤圭三
- ディレクター：前田実
- デザイナー：前田実、KEI HONMA
- プログラマー：A.HASHIMOTO、M.NAKAGAWA、R.CHIBA
- サウンド・コンポーザー：近藤浩治

## 評価
- ゲーム誌『ファミリーコンピュータMagazine』の読者投票による「ゲーム通信簿」での評価は以下の通り17.52点（満25点）[17]。

| 項目 | キャラクタ | 音楽 | 操作性 | 熱中度 | お買得度 | オリジナリティ | 総合  |
| 得点 | 3.74       | 3.73 | 3.22   | 3.33   | -        | 3.50           | 17.52 |

- ゲーム誌『ユーゲー』では、マップが道中と城内とで交互に続くため把握しづらく正解のルートが発見しづらい事や敵の攻撃が激しい事から難易度の高さを指摘した[18]。しかし「アクションのキレはよく、音楽も軽快」とゲーム性や音楽に関しては肯定的に評価した[18]。

## 備考
- 取扱説明書のキャラクター紹介の項目に謎の生命体の弱点を示す暗号がある。これはひらがなと漢字の組み合わせで、ひらがなを短音、漢字を長音に置き換え和文モールス信号に変換することで解読できるが、説明書の初刷分では暗号文に誤植があり、正しい文章にならない[19]。そもそも解き方が判らない購入者も断然多く、説明書を編集した徳間書店のファミコン情報誌では、誤植を２刷以降で訂正したという謝罪文と共に、和文モールス符号一覧表を掲載し解説した[20]。
- 取扱説明書のキャラクター紹介の項目で、緑雨城主のイラスト画像が初期出荷分と追加出荷分で異なっている。初期の緑雨城主は青雨城主のような裃姿で丁髷頭のイラストだったのに対し、後期のものはゲーム内のドット絵に近い姿で掲載されている。
- ディスクシステム版のタイトル画面では雷落の際に画面が激しく点滅するが、ファミコンミニ版とバーチャルコンソール版では点滅が大幅に抑えられている。

## 関連作品

### サウンドトラック
謎の村雨城 オリジナル・サウンドトラック オーケストラ・ヴァーション（07FA-1085）
1986年7月23日にファンハウスより発売されたEPレコード及びカセットテープ。A面に『謎の村雨城』、B面に『ゼルダの伝説』のアレンジ曲をそれぞれ収録。なお、「オーケストラ」と銘打っているが、管弦楽団による演奏ではなくシンセサイザーやサンプリング音源を用いている。
ファミコン 20TH アニバーサリー オリジナル・サウンド・トラックス VOL.1
2004年1月7日にサイトロン・デジタルコンテンツより発売されたCD。多数のゲームソフトの曲を収録した内容だが、その中で本作の曲が全曲収録されている。
ゲームサウンドミュージアム 〜ファミコン編〜 11 謎の村雨城
2004年4月28日、メガハウスより発売されたCD同梱食玩のひとつ。

### 書籍
謎の村雨城（やまと虹一 / 徳間書店）
漫画雑誌『わんぱっくコミック』で連載されていた作品。1986年11月20日に発売された単行本には、「必勝テクニック完ペキ版」としてみなづき由宇による攻略漫画も掲載。
謎の村雨城 不思議時代の旅（三原治、塩田信之 / 双葉社 冒険ゲームブックシリーズ）
1986年11月10日に発売されたゲームブック。現代世界に住む男子高校生が江戸時代に迷い込み、鷹丸から姫の救出を依頼される、という筋立てになっている。

### ドラマ
おニャン子捕物帳 謎の村雨城
フジテレビ系テレビドラマ枠『月曜ドラマランド』（1983年 - 1987年）にて、1986年12月8日に放映された。主演は当時おニャン子クラブに在籍していた城之内早苗。鷹丸役は京本政樹。内容は原作とほぼ無関係でコメディ色が強い。

### ゲームソフト

#### 任天堂作品
大乱闘スマッシュブラザーズシリーズ
大乱闘スマッシュブラザーズX
本作の道中ステージの曲が「道中面（謎の村雨城）」のタイトルで原曲のまま用いられている。また、収集要素「シール」の1つとして鷹丸の公式イラストが登場する。
大乱闘スマッシュブラザーズ for Nintendo 3DS / Wii U
鷹丸が戦いを支援するキャラクター「アシストフィギュア」として登場。鷹丸の声は杉田智和が担当。また、原作の道中ステージ、村雨城ステージ、城内ステージの曲をメドレー形式で編曲した「謎の村雨城 メドレー」(ZUNTATA:土屋昇平が担当)が収録されている。Miiファイターのコスチュームとしても「鷹丸のぼうし」「鷹丸のふく」が販売されている。
大乱闘スマッシュブラザーズ SPECIAL
基本的に前作と同様だが、Miiファイターのコスチュームは本編内に収録される様になった。収集要素のスピリットとしても登場する。
ピクミン2
「お宝」の1つとして、本作のディスクカードが「コズミック・アーカイブ」という名称で登場する。
キャプテン★レインボー
舞台となるミミン島の住人の1人として鷹丸が登場する。
メイドイン俺
本作をモチーフにした「むらさめじょう」という短いミニゲーム（プチゲーム）があり、本作の道中ステージの曲を基にした曲「なぞのむらさめ」が用いられている。
Nintendo Land
プレイヤー（Mii）が鷹丸の姿に扮して遊ぶゲーム「鷹丸の手裏剣道場」が収録されている。ゲーム内では、本作の道中ステージ曲と城内ステージ曲がアレンジされ用いられている。
スーパーマリオメーカー2
オトアソビのひとつとして登場。大量の忍者とともに刀を振る鷹丸がやってくる。アイコンは手裏剣。

#### 他社作品
戦国無双3（コーエー）
鷹丸を操作できるモード「村雨城モード」を収録。村雨城で猛威を振るう魔獣「ムラサメ」を倒すために鷹丸たちが戦いを進める。